# 1919年5月29日日食
1919年5月29日日食是一次日全食，發生於1919年5月29日。新月當天（即朔日），地球上觀測到月球和太阳的角距離極小，此時月球如果恰好在月球交點附近，穿過太阳和地球之間，與地球、太阳接近一直線，則會出現日食。月球本影接觸地表而使該區域完全得不到陽光，就會形成日全食，同時在本影兩側數千公里的半影範圍內遮擋部分陽光，形成日偏食。此次日全食經過了秘鲁、智利、玻利維亞、巴西、利比里亚、法屬西非、英屬黃金海岸極小一角、葡屬聖多美和普林西比、西屬幾內亞、法屬赤道非洲、比屬剛果、北羅德西亞、尼亞薩蘭、德屬東非、葡屬東非，日偏食則覆蓋了南美洲、非洲兩大洲的大部分及部分周邊地區。此次日全食發生時，位於巴西索布拉爾和葡屬聖多美和普林西比的普林西比島的兩支觀測隊分別拍攝了太阳附近的星光照片，發現星光受太阳引力發生彎曲，證實了廣義相對論所提出的引力透镜效應。此次日全食是自1416年5月27日以來最長的，此一紀錄維持到1937年6月8日。

## 日食概況

### 出現區域
秘鲁與智利海岸交界處以西約450公里處的太平洋海面在日出時最先看到日全食，然後月球本影橫貫南美洲，跨越大西洋，在英屬塞拉利昂西南約570公里處的海面達到最大食分，隨後擦過利比里亚、法屬西非（今屬科特迪瓦的部分）和英屬黃金海岸（今加纳）的南部沿海，再穿過幾內亞灣，橫貫非洲中南部，在日落時分結束於大科摩罗岛西南約110公里處的莫桑比克海峡北端海面。
本影經過的陸地包括：
- 秘魯：今莫克瓜大區南部、普諾大區南部；
- 智利：塔拉帕卡大區北端（今屬阿里卡和帕里納科塔大區）及今秘鲁塔克納大區除極北端外的絕大部分；
- 玻利维亚：拉巴斯省南部、奧魯羅省北側小片區域、科恰班巴省北部、贝尼省南部、聖克魯斯省北部，其中包括政府所在地和實際上的首都拉巴斯，而由於法定首都苏克雷並不在全食帶內，故嚴格意義上本次全食帶沒有覆蓋任何首都或首府（全食帶還覆蓋了今加蓬首都利伯维尔，但當時加蓬尚未獨立）；
- 巴西：朗多尼亞州東南部、马托格罗索州中部偏北、帕拉州東南部、托坎廷斯州北部、马拉尼昂州中部偏南、皮奧伊州北部、塞阿臘州北部及圣佩德罗和圣保罗群岩；
- 利比里亚：大巴薩縣南部、里弗塞斯縣南部、錫諾縣除北側外的絕大部分、大各德縣南半部（含今吉河縣全部）、大克魯縣、馬里蘭縣；
- 法屬西非：今科特迪瓦下萨桑德拉区南半部、南邦達馬區南部、潟湖區西南側沿海、南科莫埃區南端沿海；
- 英屬黃金海岸：今加纳西部地區極南端海岸；
- 葡屬聖多美和普林西比：今圣多美和普林西比的普林西比島；
- 西屬幾內亞：今赤道几内亚大陆大区南部；
- 法屬赤道非洲：橫貫今加蓬和刚果共和国，其中包括今加蓬首都利伯维尔；
- 比屬剛果：今刚果民主共和国赤道省西南部、马伊恩东贝省北部、開賽省北部、东开赛省東北角、桑庫魯省南半部、洛馬米省北半部、马涅马省西南部、上洛马米省北端、坦噶尼喀省大部、上加丹加省極北端；
- 北羅德西亞：今赞比亚北方省東北邊境區域；
- 尼亞薩蘭：今马拉维奇蒂帕縣北端和卡龍加縣北端；
- 德屬東非：今坦桑尼亚基戈馬區南端、魯夸區南半部、姆貝亞區除北部外的大部、伊林加區南部、恩瓊貝區除南端外的大部、莫羅戈羅區南部、魯伍馬區北半部、林迪區南部、姆特瓦拉區除東北部外的大部；
- 葡屬東非：今莫桑比克尼亞薩省東北角、德爾加杜角省北部。[4][5]

除了上述狹窄的全食帶內能看到日全食之外，月球半影覆蓋範圍內都能看到日偏食，包括南美洲除最南端以外的絕大部分、中美洲南部、安的列斯群岛南部、非洲除北部沿海和馬斯克林群島以外的絕大部分、阿拉伯半岛西南部。

### 基本參數
由於地球距太陽較遠，月球又在近地点附近，本次日全食的全食帶較寬，持續時間長，食分大。在全食帶的中心點（與持續時間最大的地點稍有些距離），本影在地面覆蓋了244.4公里，日全食持續了6分50.7秒。儘管在一個沙羅周期之後的1937年6月8日就有持續更長的日全食，但本次日全食是自1416年5月27日以來最長的一次。
- 類型：日全食
- 食甚中心處（位於塞拉利昂西南約570公里處的大西洋）資料：
  - 時間：1919年5月29日13:08:33.6
  - 地點：4°23.3′N 16°42.5′W / 4.3883°N 16.7083°W
  - 食分：1.0719（全食帶內最大）
  - 日全食持續時間：6分50.7秒

## 觀測

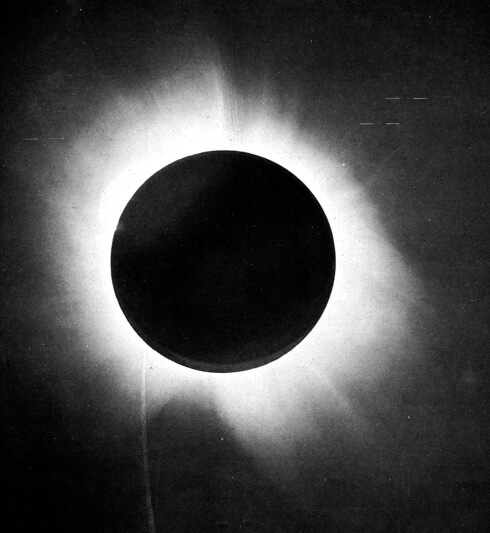
英国天體物理學家亞瑟·愛丁頓在普林西比島拍攝的日全食。

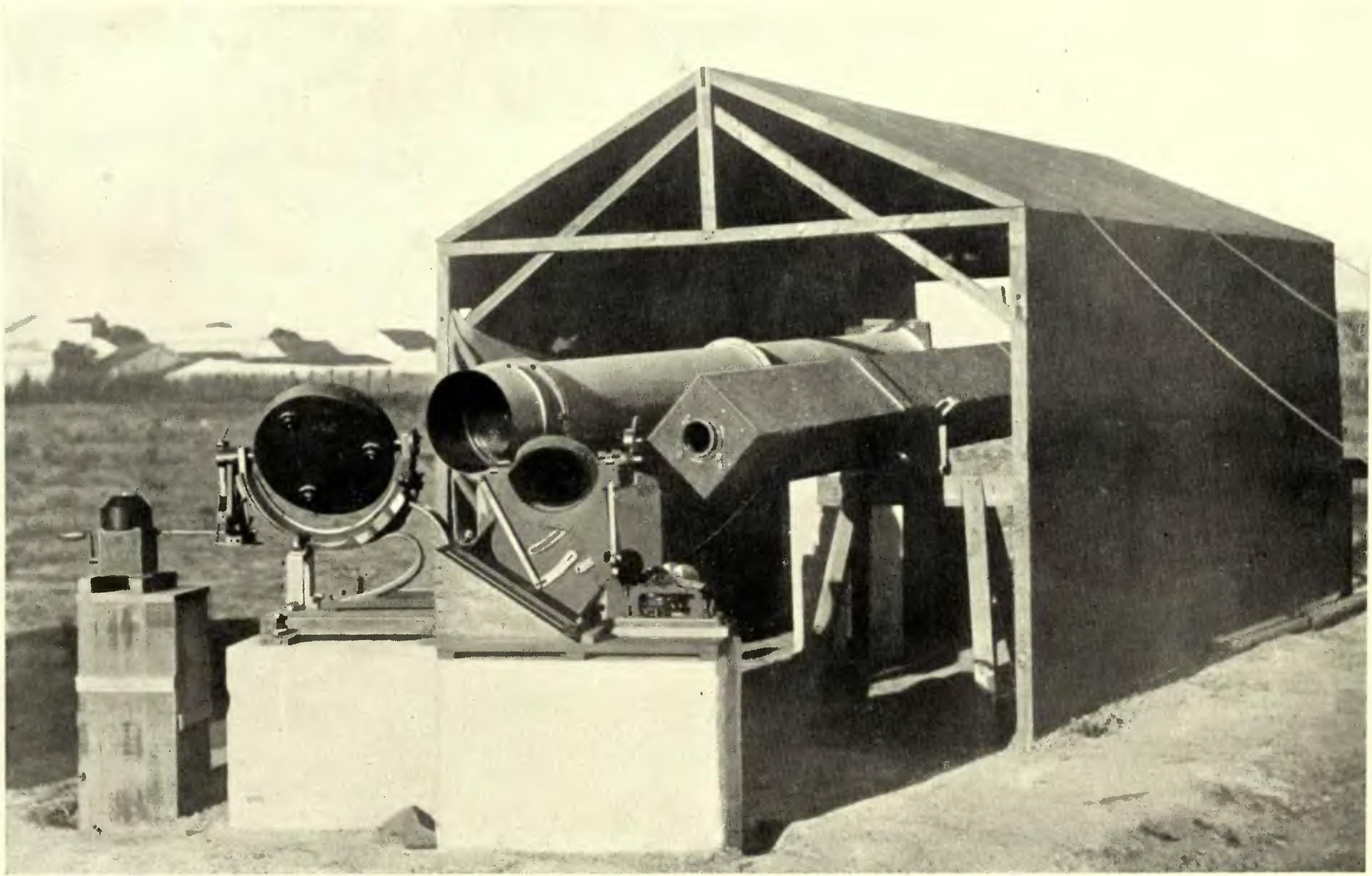
在巴西索布拉爾使用的觀測儀器

此次日全食觀測的重要成果即為檢驗了廣義相對論所提出的引力透镜效應。
該理論提出引力能彎曲光線，觀察時即表現為某天體附近的星星視位置發生變化。而一般的天體造成的彎曲太小，地球上難以觀察到，只有太阳的引力能引起足夠大的彎曲（太阳系內的次大天體木星引起的最大彎曲也僅有0.017角分）。而平時太阳的強光將其附近的星光完全湮沒，因此日全食成了觀察這一效應的最佳機會。此次日全食發生時，太阳周圍恰巧是明亮的畢宿星團，亮星是數年內最多的，條件較好。1917年11月10日，日食常設聯合委員會決定在有條件的情況下派兩支觀測隊分別前往巴西索布拉爾和當時葡屬聖多美和普林西比的普林西比島。
第一支隊伍於1919年3月23日抵達巴西帕拉，此後在等待安排期間去了一次玛瑙斯，於4月8日返回帕拉。在獲得巴西政府特許不用檢查行李的情況下，隊伍於4月24日離開帕拉，次日抵達卡莫辛，並於4月30日乘火車前往索布拉爾。當地的雨季通常在5月結束，然而那一年的降水卻有些少，只是5月25日降下大雨。5月29日日食當天早晨的雲比往常多，遮住了太阳，食既（太阳表面完全被月球遮掩，即全食階段開始）前1分鐘，雲散去許多，天空中出現一片晴朗的區域，能夠看到太阳。全食期間，太阳周圍的區域幾乎沒有雲，只有食甚前後共1分鐘的時間內有薄雲，肉眼仍能看到日冕的內層，但星光拍攝受到了影響。底片在此後幾天的夜晚分批沖洗，直到6月5日全部完成。6月7日隊伍前往福塔雷萨，又於6月9日返回索布拉爾，確認對比片的情況。7月22日，隊伍最終離開索布拉爾，於8月25日抵達格林尼治。
第二支隊伍於1919年3月8日離開利物浦，與前往巴西索布拉爾的觀測隊同行至非洲海岸外隸屬葡萄牙的馬德拉群島，然後停留至4月9日。4月23日，觀測隊最終抵達普林西比島的港口聖安東尼奧。日食前幾天當地的雲都很多，5月29日日食當天上午10:00至11:30期間還有該季節不常見的強雷電，此後太阳短暫地出現了1分鐘，雲層又聚集起來。食既前半小時左右，太阳開始時隱時現，到13:55後在流動的雲層中持續可見。預測的全食階段從14:13:05開始，14:18:07結束，從照片結果來看，最後1/3的時間內雲層變薄了，能看到星星的圖像。生光（月球開始離開太阳表面，即全食階段結束）後數分鐘，天空放晴，但並未持續太久，而當地在日落時分通常又會放晴。觀測隊在現場完成了拍攝及測量工作，由於輪船公司工人罷工，隊伍險些在島上滯留數月。最終他們於6月12日從葡萄牙政府徵用的行政官員泊位離島，經里斯本中轉後於7月14日返回利物浦。
觀測結果發現，太阳附近的星光確實發現了偏移，只是這一結果還需要此後的日全食觀測進一步證實，儘管此後數年內的日全食發生時太阳周圍都不會有像此次日全食一樣多的亮星。此外，觀測結果還證實了相對論的另一個結論，即水星的近日點每世紀進動43角分。
1919年11月6日，皇家学会在伦敦召開特別會議。參加普林西比島觀測的英国天體物理學家亞瑟·愛丁頓公布了研究結果，皇家天文學家弗蘭克·沃森·戴森宣佈這一結果不符合经典力学的引力理論，而與相對論相符。次日早晨，阿尔伯特·爱因斯坦和他提出的相對論登上各大報紙頭條，開始受世人所知。

## 相關的日食

### 1916-1920年的日食
月球交替位於相對的月球交點時，以半個交點年（食年），即約177天又4小時間隔出現下列日食。
註：1916年2月3日的日全食、1916年7月30日的日環食、1917年1月23日和1917年7月19日的日偏食屬於上一組交點年系列。
| 升交點   | 升交點                    |          | 降交點                   | 降交點 |
| 沙羅周期 | 地圖                      | 沙羅周期 | 地圖                     |        |
| 111      | 1916年12月24日 偏食（南） | 116      | 1917年6月19日 偏食（北） |        |
| 121      | 1917年12月14日 環食       | 126      | 1918年6月8日 全食        |        |
| 131      | 1918年12月3日 環食        | 136      | 1919年5月29日 全食       |        |
| 141      | 1919年11月22日 環食       | 146      | 1920年5月18日 偏食（南） |        |
| 151      | 1920年11月10日 偏食（北） |          |                          |        |

### 沙羅周期
沙羅週期長度為18年11天。本次日食屬於沙羅週期136，共包含71次日食，依次為1360年6月14日至1486年8月29日的8次日偏食、1504年9月8日至1594年11月12日的6次日環食、1612年11月22日至1703年1月17日的6次全環食（亦稱混合食）、1721年1月27日至2496年5月13日的44次日全食、2514年5月25日至2622年7月30日的7次日偏食，總共歷時1262.11年。其中最長的全食發生於1955年6月20日，共持續了7分8秒。
下表列舉了1865年至2100年間發生的屬於該週期的日食，是第29至42次：
| 28            | 29            | 30            |
| ------------- | ------------- | ------------- |
|               | 1865年4月25日 | 1883年5月6日  |
| 31            | 32            | 33            |
| 1901年5月18日 | 1919年5月29日 | 1937年6月8日  |
| 34            | 35            | 36            |
| 1955年6月20日 | 1973年6月30日 | 1991年7月11日 |
| 37            | 38            | 39            |
| 2009年7月22日 | 2027年8月2日  | 2045年8月12日 |
| 40            | 41            | 42            |
| 2063年8月24日 | 2081年9月3日  | 2099年9月14日 |

## 資料來源
1. ↑  樊忠玉. . 中国天文科普网.   [2015-07-29]. （原始内容存档于2014-09-17）.
2. 1 2 3  Fred Espenak. . NASA Eclipse Web Site.   [2015-07-29]. （原始内容存档于2020-10-20）.（英文）
3. 1 2  F. W. Dyson, A. S. Eddington, and C. Davidson. "A Determination of the Deflection of Light by the Sun's Gravitational Field, from Observations Made at the Total Eclipse of May 29, 1919" Philosophical Transactions of the Royal Society of London. Series A, Containing Papers of a Mathematical or Physical Character (1920): 291–333, on 332.（英文）
4. ↑  Fred Espenak. . NASA Eclipse Web Site.   [2015-07-29]. （原始内容存档于2020-10-23）.（英文）
5. ↑  Xavier M. Jubier. .   [2016-01-10]. （原始内容存档于2016-04-05）.（法文）（英文）
6. ↑  Fred Espenak. . NASA Eclipse Web Site.   [2013-04-14]. （原始内容存档于2017-12-28）.（英文）
7. ↑  Fred Espenak. . NASA Eclipse Web Site.   [2016-02-15]. （原始内容存档于2014-10-13）.（英文）
8. ↑  . Einstein Symposium 2005.   [2015-08-02]. （原始内容存档于2016-03-03）.（英文）
9. ↑  . WIRED.   [2015-08-02]. （原始内容存档于2017-10-25）.（英文）
10. ↑  Peter Coles. . First Science.   [2015-08-02]. （原始内容存档于2018-07-09）.（英文）
11. ↑  Fred Espenak. . NASA Eclipse Web Site.   [2015-08-02]. （原始内容存档于2009-03-02）.（英文）
12. ↑  Fred Espenak. . NASA Eclipse Web Site.（英文）

## 外部連結
- NASA日食專頁（页面存档备份，存于）（英文）
- 可見區域圖和時間統計：由弗雷德·埃斯佩纳克做出的日食預報，NASA/GSFC
  - Google互動地圖呈現的日食範圍
  - 貝塞爾元素
- Google地圖顯示的日全食和日偏食範圍（页面存档备份，存于）（法文）（英文）
- 1900-1937年歷次日全食的日冕（页面存档备份，存于），本次拍攝於巴西索布拉爾及葡屬聖多美和普林西比（法文）（英文）

| \| \| 日食 \|                             |                              |                                            |
| 上一次日食： 1918年12月3日日食 （日環食） | 1919年5月29日日食 （日全食） | 下一次日食： 1919年11月22日日食 （日環食） |
| 上一次日全食： 1918年6月8日日食           | 1919年5月29日日食 （日全食） | 下一次日全食： 1921年10月1日日食           |
|                                           | 日食                         |                                            |